# Tropicosa
Genre
Tropicosa est un genre d'araignées aranéomorphes de la famille des Lycosidae.

## Distribution
Les espèces de ce genre se rencontrent en Amérique du Sud.

## Liste des espèces
Selon World Spider Catalog (version 24, 30/01/2023) :
- Tropicosa baguala Paredes-Munguia, Brescovit & Teixeira, 2023
- Tropicosa chelifasciata (Mello-Leitão, 1943)
- Tropicosa moesta (Holmberg, 1876)
- Tropicosa thorelli (Keyserling, 1877)

## Systématique et taxinomie
Ce genre a été décrit par Paredes-Munguia, Brescovit et Teixeira en 2023 dans les Lycosidae.

## Publication originale
- Paredes-Munguia, Brescovit & Teixeira, 2023 : « Tidying things up: Tropicosa, a new Neotropical wolf spider genus (Araneae: Lycosidae: Lycosinae). » Zootaxa, no 5228(4), p. 351-393.